# .lb
A .lb Libanon internetes legfelső szintű tartomány kódja, melyet 1993-ban hoztak létre.
A hivatalos szabályozás szerint Libanonban bejegyzett védjeggyel kell rendelkezni ahhoz, hogy ilyen végződésű webcímet lehessen regisztránlni. A regisztrációs oldalon viszont azt írják, bejegyzett védett névvel kell rendelkezni.
Bármilyen alcím alá lehet regisztrálni de egy címet csak egy végződéssel lehet bejegyeztetni. Lehetséges, hogy egyszer a kormány megszünteti a második szintjeit, és minden cím második szintű cím lesz.

## Második szintű tartománykódok
- com.lb - kereskedelmi szervezeteknek.
- edu.lb - oktatási intézményeknek.
- gov.lb - kormányzati intézményeknek.
- net.lb - internetszolgáltatóknak.
- org.lb - nonprofit szervezeteknek.